# Одринци (област Хасково)
 Тази статия е за селото в Тракия.  За селото в Добруджа вижте Одринци (Област Добрич).  
Одринци е село в Южна България. То се намира в община Ивайловград, област Хасково.

## География
Село Одринци се намира в планински район.

## История
До 1934 година името на селото е Халачли.
През 2015 г. в селото се заселват 22 души основно от германски произход.

## Личности
Починали в Одринци
- Александър Александров (1876 – 1965), войвода на ВМОРО